# Sárvíz-völgye Tájvédelmi Körzet
A Sárvíz-völgye Tájvédelmi Körzet területe 3616 hektár, ebből fokozottan védett 157 hektár. A Tájvédelmi körzet a Duna–Ipoly Nemzeti Park Igazgatósága alá tartozik.

## Fekvése
A Sárvíz-völgye egy a Bakony lábaitól a Szekszárdi-dombságig terjedő – nagyjából északnyugat–délkelet irányú – dél felé mélyülő vetődésben jött létre, melynek vízgyűjtője, tengelyében a Sárvíz-patakkal, hatalmas terület vizeit terelte és részben tereli ma is egy területre. Ez a táj a huszadik század elejéig összefüggő mocsaras, lápos vidék volt, amelyet csak az 1920-as években sikerült lecsapolni.

## Kialakulása
A Sárvíz-völgye teraszos folyóvölgy, amely eróziós-akkumulációs úton keletkezett. Domborzati képét a magas árterek futóhomokformái és a teraszt borító löszös eróziós-deráziós formakincse színezi. A Sárvíz-völgye az alsó pleisztocén ÉÉNY-DDK-i árokká fejlődött süllyedékében alakult ki, s mai helyét feltehetően a Würmben foglalta el. A tektonikus mozgások és az erózió munkájának eredményeként a Dunántúl jelentős területének vizeit gyűjti össze és levezető eróziós-teraszos völggyé formálódott.

## Jellemzői

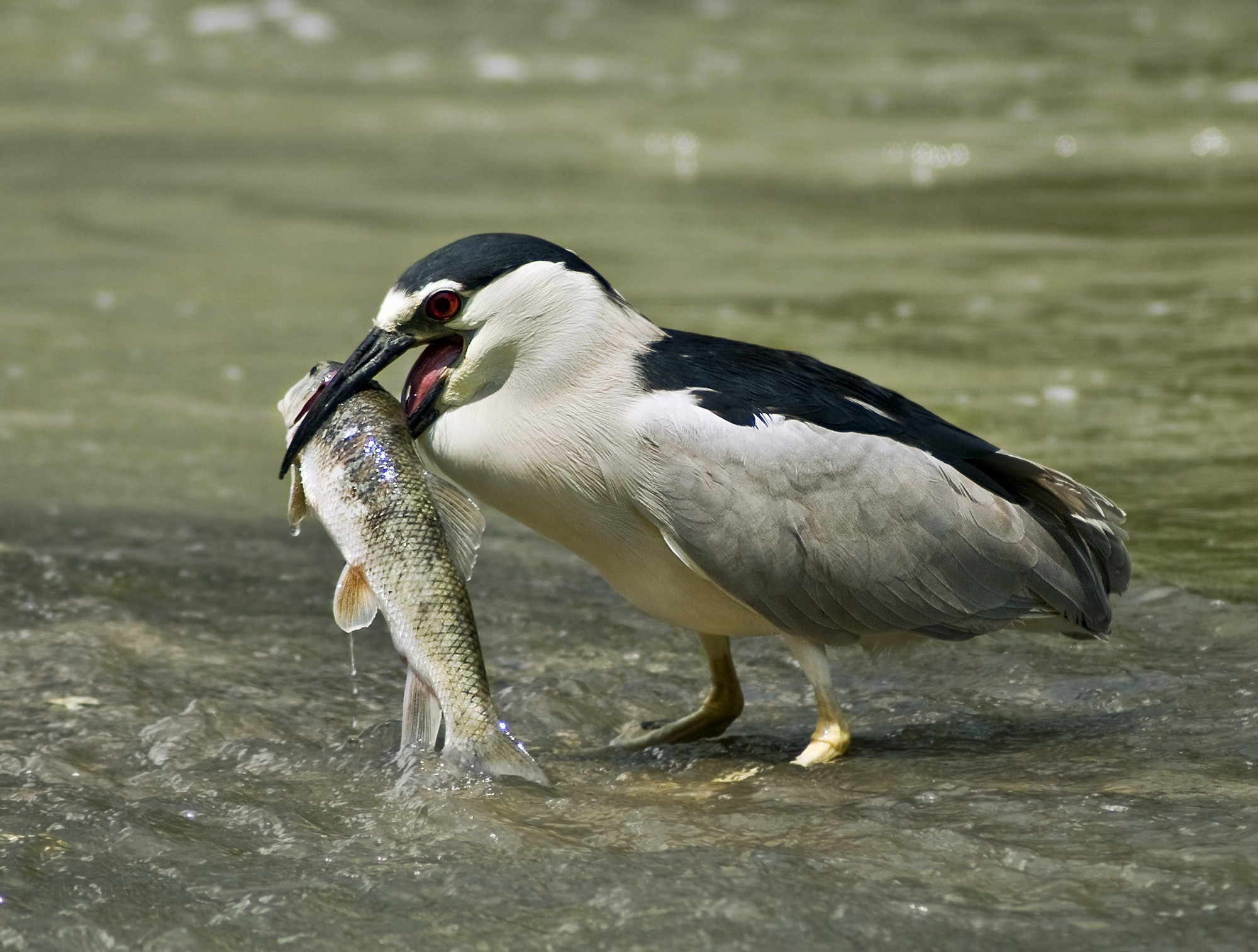
Bakcsó

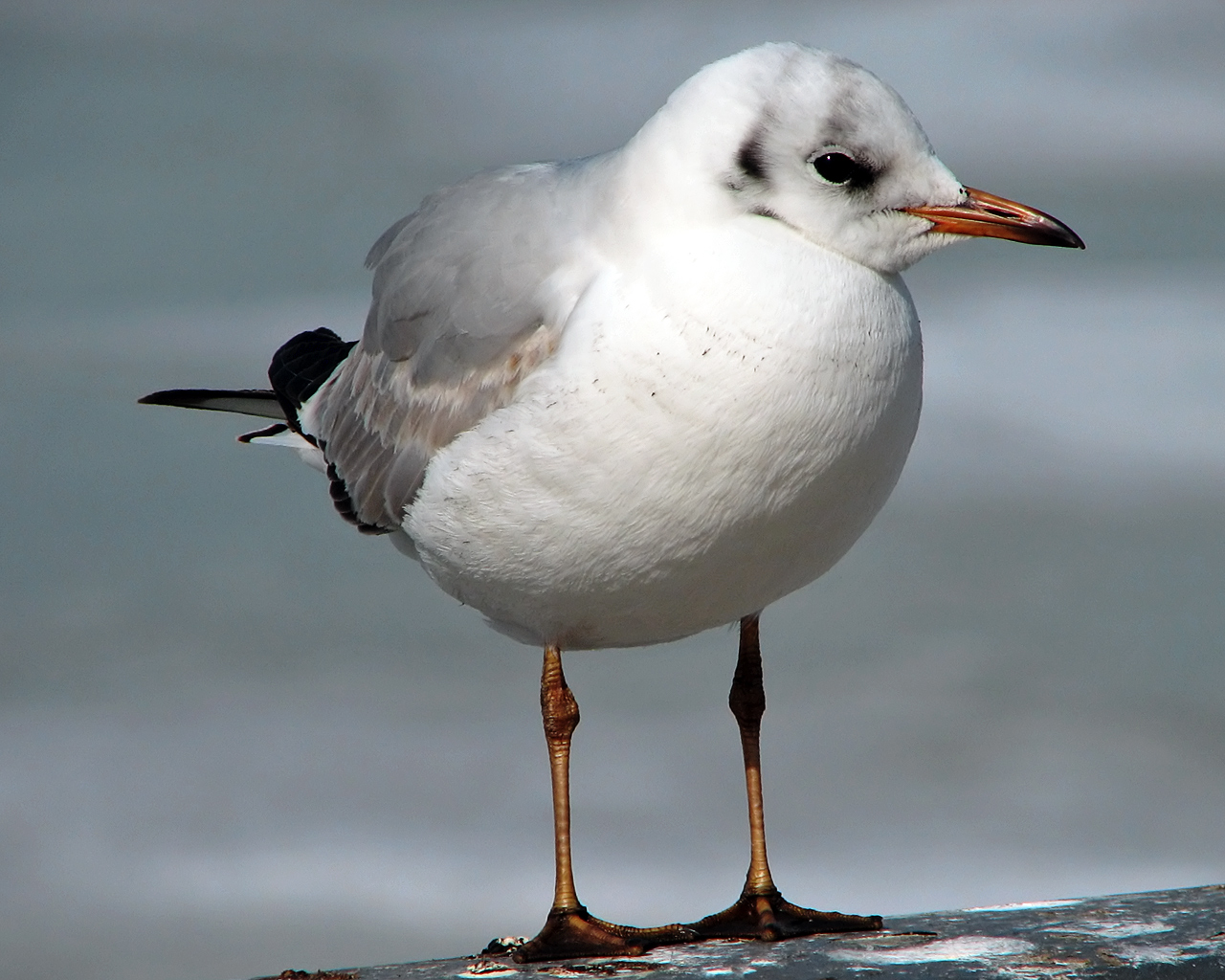
Dankasirály

A Sárvíz-völgyében az egykori természetes tavak átalakításával több helyen is halastavakat hoztak létre, így a mocsaras társulások mellett nagy felületű, nyílt vízfelületek is létrejöttek, amelyeken nagy számban költ a szürke és vörösgém, kis és nagy kócsag, bakcsó, üstökös gém. A máig nedves, tocsogós – zsombékos elmocsarasodó területeket gyakran rekettyefüzes foltok, és fűz-kőris ligeterdők tagolják. A halastavak szegélyének gyakran több tíz méter széles nádszegélyében nagy létszámú vegyes gémtelepek találhatók, míg a tavak belső szigetein dankasirályok költenek.
A lecsapolás következtében megjelent a másodlagos szikesedés, és kialakultak a szikes gyepek. A terület jellemző társulásai a Duna–Tisza köze homokpusztai társulásaihoz hasonlatosak. Ezek az élőhelyek ma is értékes, védett növények sokaságát rejtik.

## Növény- és állatvilág

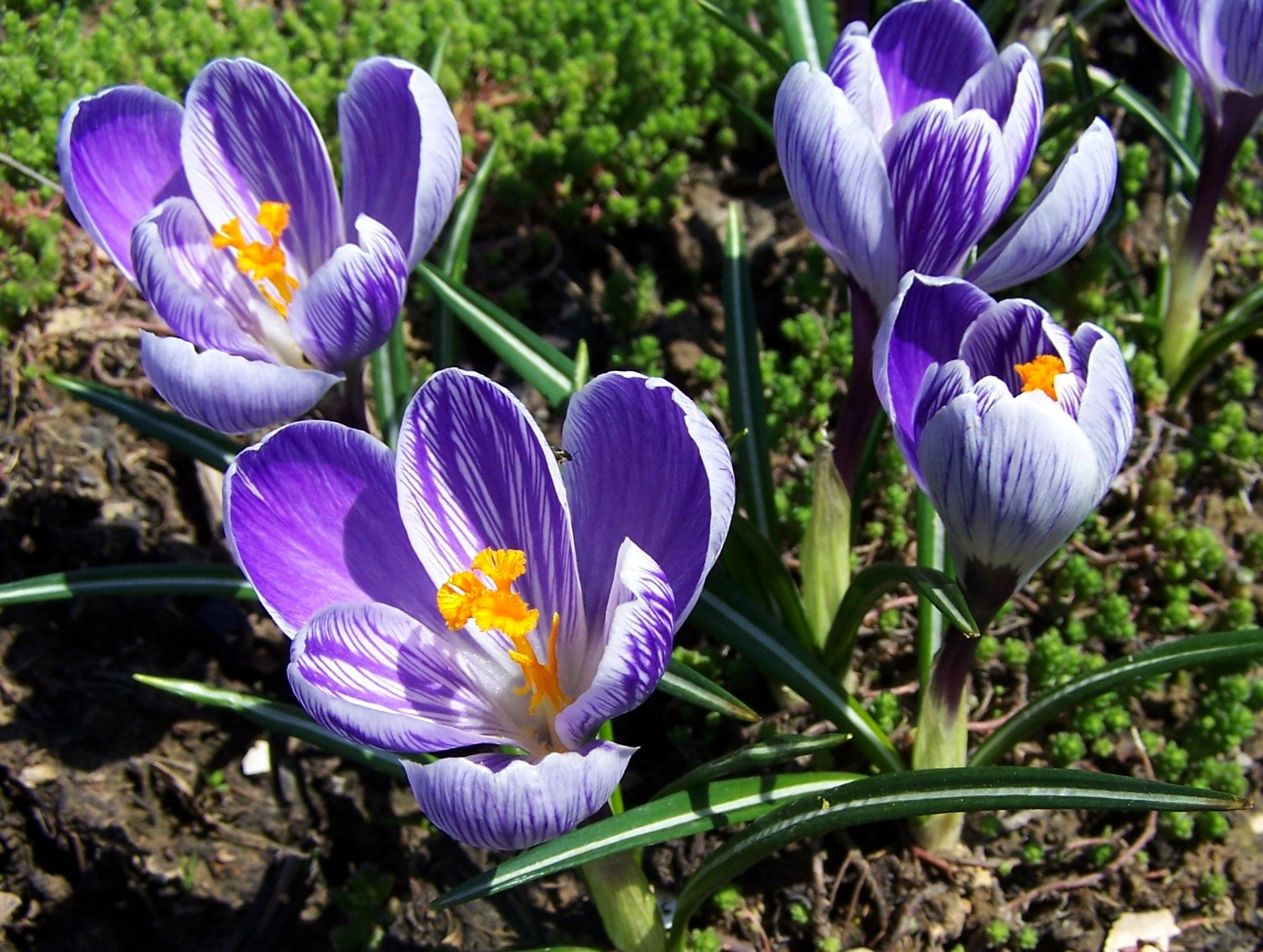
Sáfrány

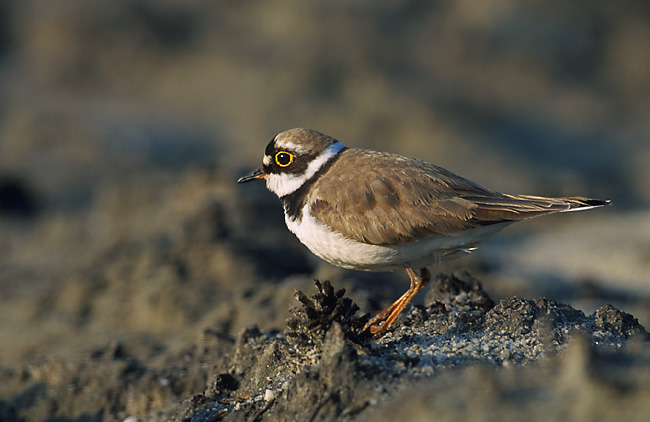
Kis lile

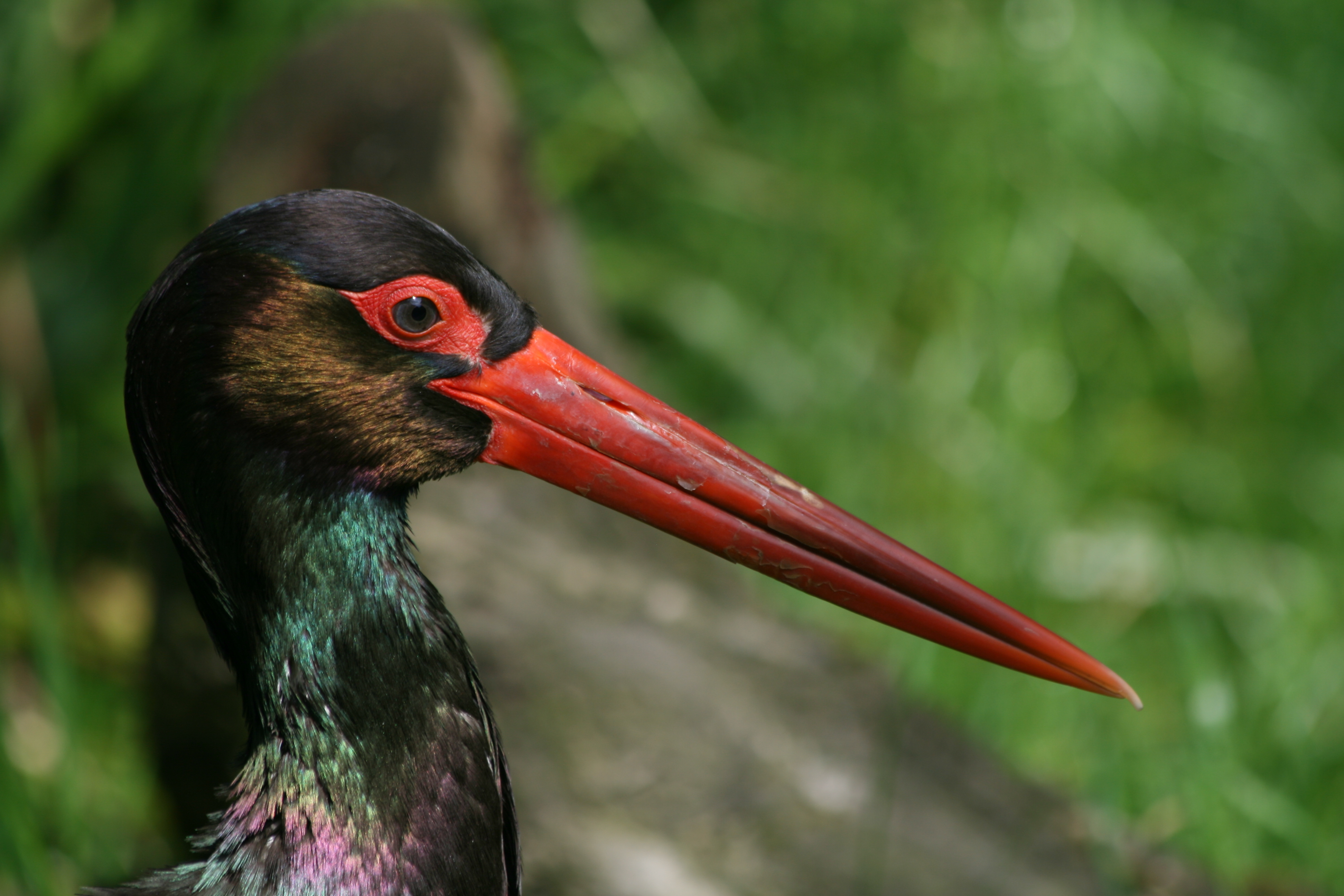
Fekete gólya

A Sárvíz-völgyében több kisebb-nagyobb szikes tó található, környezetükben szikes vagy szikesedő gyepekkel. Ezeken a területeken az alföldi szikeseket idéző növény- és madárvilág él. Az értékes ürmös szikespusztai rétek tipikus sziki növényei mellett megjelenik a tarka sáfrány, és több nősziromfaj is. A legértékesebb madarak közül a szikeseken költ gulipán, piroslábú cankó, nagy goda és kis lile. A sárszentágotai határ szikes foltjai és fennmaradt ligeterdői között máig él szártalan csűdfű, és árvalányhaj, valamint többféle kosborfaj.
A magasabban fekvő homokos részek gyakran mindössze néhány méterre találhatók a mocsaras világtól, ilyenkor a homokpusztagyep szárazságtűrő növényeitől néhány lépésre már a nedves mocsárrét kosborait csodálhatjuk. A területen több helyen is fennmaradtak az egykori Mezőföldet idéző kisebb pusztagyepfoltok, gyakran igen gazdag és értékes növényvilággal, hiszen ezeken a kis foltokon – például Aba mellett – több kosborfaj is nyílik (leggyakrabban vitéz-, poloskaszagú- és agárkosbor).
A Sárvíz-völgyében költő több mint száz madárfajon kívül a területre rendszeresen jár táplálkozni rétisas, fekete gólya, és előfordul a halastavakon halászsas is. Madárvonulás idején pedig több tízezres létszámban szállják meg a tavakat és környéküket a vetési ludak, a nagy lilikek, és a különböző réce fajok. A területen található kisebb-nagyobb erdőfoltok – nyárasok, szil, kőris és fűz ligetek, tölgyesek – pedig héjának, kék vércsének, vörös vércsének és erdei fülesbagolynak is otthont adnak – és a Sárvíz mentén még meglehetősen gyakori az egyik legszebb hazai madár, a szalakóta.

## Külső hivatkozások
- A Duna–Ipoly Nemzeti Park honlapja
- A Duna–Ipoly Nemzeti Park honlapja - A Sárvíz-völgye TK leírása